# سیم-ساندر ونه
سیم-ساندر ونه (استونیایی: Siim-Sander Vene؛ زادهٔ ۱۲ نوامبر ۱۹۹۰) بازیکن بسکتبال اهل استونی است.
وی از سال ۲۰۱۷ تا ۲۰۱۹ بازیکن سال بسکتبال استونی شده‌است.